# باول لامبرت (ضابط)
باول لامبرت (بالإنجليزية: Paul Lambert)‏ هو ضابط بريطاني، ولد في 17 نوفمبر 1954.